# Філіппо Парлаторе
Філіппо Парлаторе (італ. Filippo Parlatore, 8 серпня 1816 — 9 вересня 1877) — італійський ботанік.

## Біографія
Філіппо Парлаторе народився у місті Палермо 8 серпня 1816 року.
Він вивчав медицину у Палермо. Філіппо Парлаторе займався вивченням флори Сицилії. Він мандрував по Італії, Швейцарії, Франції та Англії. У 1841 році Філіппо Парлаторе брав участь у третьому з'їзді італійських натуралістів у Флоренції. У 1842 році великий герцог Тоскани Леопольд II надав йому кафедру ботаніки в Університеті Флоренції. Парлаторе зробив значний внесок у ботаніку, описавши багато видів рослин.
Філіппо Парлаторе помер у Флоренції 9 вересня 1877 року.

## Наукова діяльність
Філіппо Парлаторе спеціалізувався на насіннєвих рослинах.

## Вшанування
У 1842 році П'єр Едмон Буасьє назвав рід капустяних Parlatoria.

## Публікації
- Flora Panormitana. 1838[4].
- Flora Italiana.
- Lezioni di botanica comparata. Флоренція, 1843[4].
- Monografia delle fumarie. Флоренція, 1844[4].
- Prodromus systematis naturalis regni vegetabilis.